# یخ‌برف

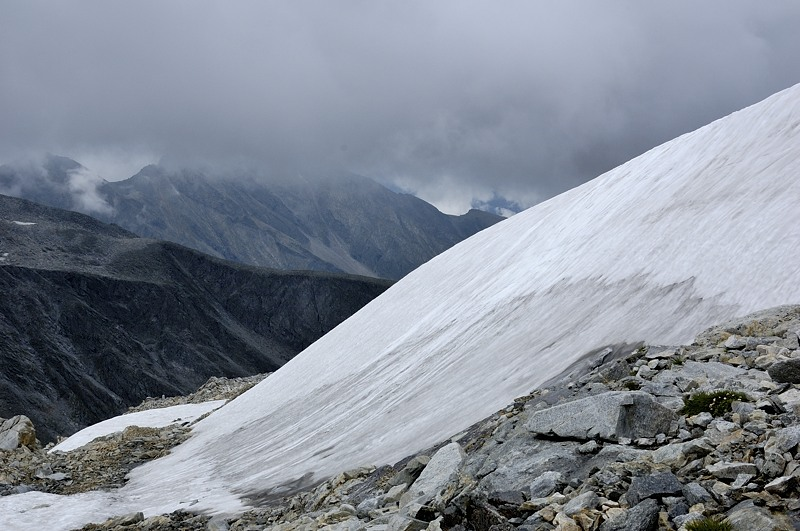
دامنه یخ‌برف در بالای کوه Säuleck, Hohe Tauern

یخ‌برف (به انگلیسی: Firn) یک نوع از برف است که از سال‌های قبل در کوه‌ها به جا مانده و بسیار منقبض و محکم است. این نوع برف به خاطر انقباض بالا چگالی زیادی دارد و اغلب در زیر برف‌ها و سر یخچال‌ها یافت می‌شود.